# Волтер Кронкайт
Волтер Кронкайт (англ. Walter Cronkite; 4 листопада 1916 — 17 липня 2009) — американський журналіст, ведучий на телеканалі CBS. Кронкайт прийшов на CBS в 1950 році, ведучим новинних випусків він став у 1962 році. Незабаром він набув репутацію «людини, якій довіряють усі».
Ще більшу популярність Кронкайту приніс його документальний фільм про війну у В'єтнамі, який він зняв 1968 року. У цьому фільмі журналіст заявив про те, що війна зайшла в безпорадне становище та єдиним реальним виходом є ведення переговорів.
Йому довелося висвітлювати такі події, як вбивства президента Джона Кеннеді і борця за расову рівність Мартіна Лютера Кінга, Вотергейтський скандал, висадка астронавтів на Місяць, захоплення заручників в американському посольстві в Ірані та багато інших.
Кронкайт перестав вести новинні випуски в 1981 році, проте до останнього дня числився в штаті телекомпанії, зрідка з'являючись на екрані. У 2006 він закликав президента Буша вивести війська з Іраку.
В. Кронкайт був удостоєний низки престижних журналістських премій. Його професійні методи викладалися студентам-журналістам у багатьох країнах світу, зокрема в СРСР.
Волтер Кронкайт — один з тих журналістів, хто зробив пресу четвертою владою.

## Дитинство та освіта
Волтер Леланд Кронкайт Молодший народився 4 листопада 1916 року у Сент-Джозефі, штат Міссурі, США Має віддалене голландське коріння по лінії батька, а сімейне прізвище спочатку виглядало, як Krankhey. Своє дитинство Кронкайт провів у Канзас-сіті, Міссурі. Коли Волтеру було 10 років він з батьками переїхав до Хьстона, столиці Техасу. Там він ходив у школу Lanier Junior High School (сьогодні Lanier Middle School) та середню школу San Jacinto High School, в якій він редагував шкільну газету . Юний Волтер був членом бойскаутів. Він закінчив Техаський університет у місті Остін, де працював у газеті The Daily Texan. Він також став членом соціального братства «Хай-фай» (англ. Chi Phi) та вступив до «Ордену де Молє», (англ. DeMolay) прамасонської організації для дітей, віком від 12 до 21 року.

## Кар'єра
У 1935 Волтер став диктором на радіостанції WKY в Оклахомі. Через рік він зустрів свою майбутню дружину Мері Елізабет Максвел, працюючи спортивним диктором для радіостанції KCMO (AM) у Канзас-Сіті. Він працював під псевдонімом: Волтер Вілкінсон. Також у Канзас-Сіті, він приєднався до агентства новин United Press у 1937р.
Кронкайт був одним з головних американських репортерів протягом Другої світової війни, а також служив у береговій охороні Сполучених Штатів. Він став одним з восьми журналістів, які були обрані BBC США, щоб здійснити бомбардувальні рейди на першому американському чотиримоторному Боїнгу B-17 «Літаюча фортеця» на Німеччину. Він також приземлився на планері з 101-м повітряно-десантним взводом для битви в Нідерландах. Після війни він став головним репортером United Press, працюючи в Москві протягом двох років.

### Ранні роки на CBS
У 1950 р. Кронкайт приєднався до каналу CBS. Він почав працювати на телевізійній станції WTOP-TV, філії CBS у Вашингтоні.
З 1953 по 1957 роки Кронкайт став ведучим програми «Ви там» (англ. You are there). Вона описувала хід історичних подій, використовуючи газетні новини.
Він також був обличчям документального серіалу про важливі історичні події останніх п'ятдесяти років «Двадцяте століття» (англ. The Twentieth Century), який складався з хронік та інтерв'ю. Серіал здобув дуже велику популярність. Також, під час президентських виборів 1952 и 1956 років, Волтер вів дискусійну програму «Обери переможця» (англ. Pick the Winner).
Ще однією його програмою, як ведучого стало «Ранкове шоу» (англ. The Morning Show). На цьому шоу в його обов'язки входило брати у гостей інтерв'ю, а також спілкуватися про новини з левом маріонеткою на ім'я Карл. Кронкайт вважав розмови з лялькою однією з найяскравіших частин програми. Він казав: «Лялька може висловлювати думки про людей та події, які людина-коментатор соромився би казати. Я пишався цим тоді та пишаюсь зараз».
У 1960 р. Кронкайт замінив Джима Маккея (який пережив нервовий зрив), та став провідним мовником Зимових Олімпійських Ігор. Тоді Олімпійські ігри вперше в історії транслювалися на американському телебаченні.

### Диктор вечірніх новин на CBS

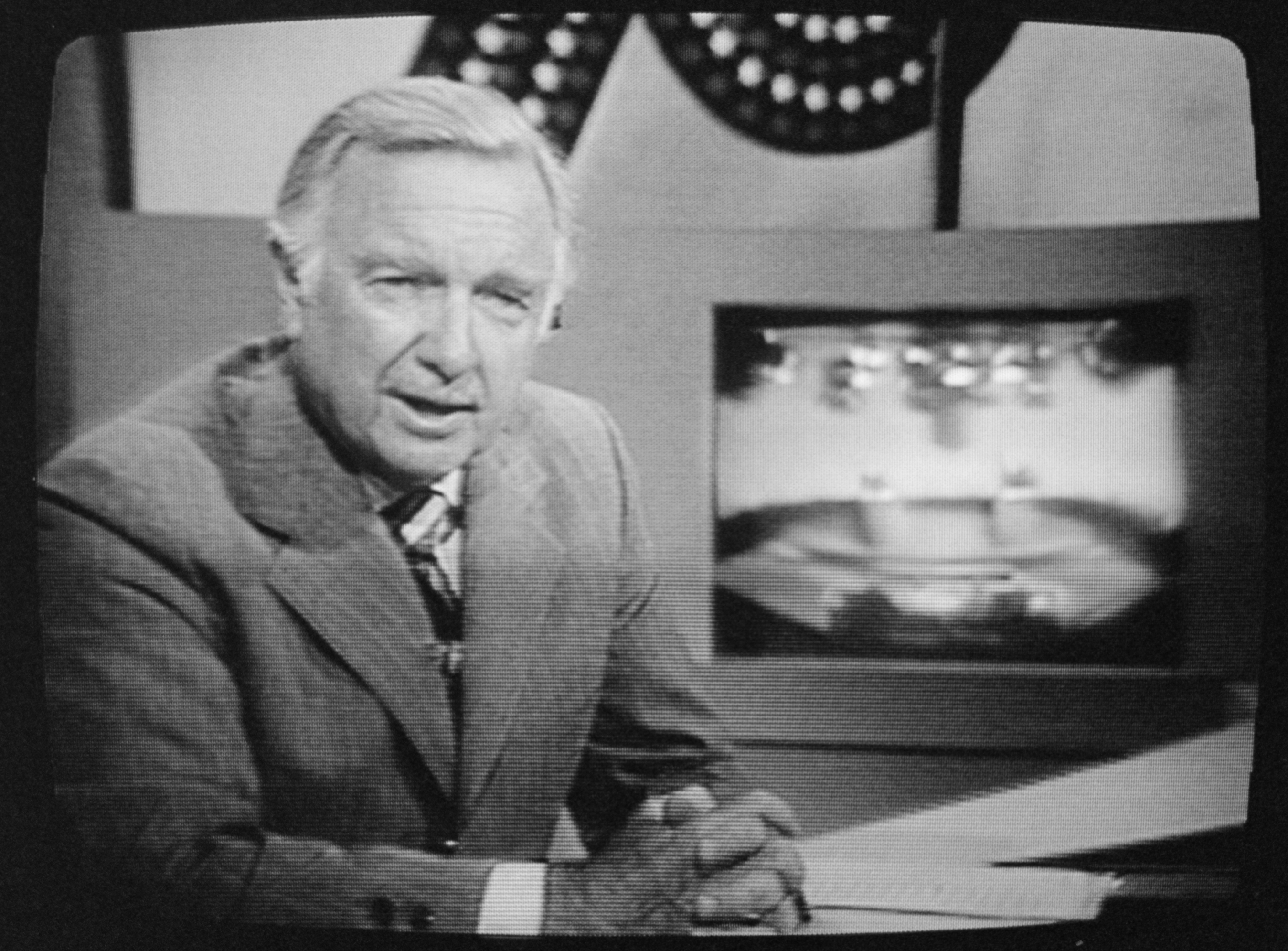
Волтер Кронкайт 1976 рік

У 1962 р. Кронкайт став наступником Дугласа Едвардса, та почав вести Вечірні Новини CBS, (англ. CBS Evening News). З вересня 1963 року, ефірний час програми розширили з 15 до 30 хвилин, що зробило Кронкайта першим ведучим півгодинних новин в американській мережі мовлення. CBS Evening News на початковому етапі конкурувала з каналом NBC і його командою в особах Девіда Брінклі і Чета Хантлі. У 1960-х рр. їх програма мала більше глядачів, проте з часом ситуація почала змінюватися. Програма CBS Evening News набула репутацію програми, яка надає достовірний інформаційний контент з глибиною проникнення в ситуацію, та ставала все більш популярною. Кронкайт традиційно завершував програму CBS Evening News фразою: «І ось так воно і є» (англ. «And that's the way it is"). 14 лютого 1980, ведучий заявив, що має намір піти у відставку. Його останній день у CBS Evening News був на 6 березня, 1981 року. У наступний понеділок його замінив журналіст Ден Разер.
Після цього Кронкайт зрідка працював в некомерційному відділенні CBS.

## Історичні події, які висвітлив Кронкайт

### Вбивство Джона Кеннеді
Волтер Кронкайт став телеведучим, який розповів усій Америці про вбивство Джона Кеннеді 22 листопада 1963 р. Офіційно Білий дім оголосив, що президент Джон Кеннеді помер від кульових поранень, аж через годину після події, однак Америка дізналася про це ще раніше, коли Кронкайт у прямому ефірі CBS оголосив: «Ми щойно отримали повідомлення від нашого кореспондента Дена Разера в Далласі. Він отримав підтвердження, що президент Кеннеді мертвий». Коли почали надходити перші повідомлення про постріли в Далласі, телекомпанія CBS транслювала мильну оперу «Як обертається світ» (англ. As the World Turns) . Серіал вирішили перервати, щоб повідомити про подію, але оскільки технології не дозволяли відразу вивести студію новин у прямий ефір, перші повідомлення Кронкайт просто зачитав вголос, в той час як на екрані показували логотип CBS News bulletin.
Вже через 15-20 хвилин після події CBS і NBC випустили в прямий ефір ведучих, які зачитували останні зведення агентств. CBS перемістила Кронкайта зі звичної студії, що нагадувала затишну вітальню, в робочу кімнату, з декількома столами, заваленними паперами. Кронкайт віщав на тлі реально працюючих колег у клубах сигаретного диму.
Пізніше, це стане звичайною практикою для новиннєвого телебачення, а такі кімнати назвуть ньюзрумами (англ. Newsrooms).
Робота журналістів та ведучих CBS, ABC і NBC у дні після смерті Кеннеді стала еталоном для новинарів на роки вперед. Як висловився пізніше журналіст Ден Разер, це був момент дорослішання телевізійних новин.

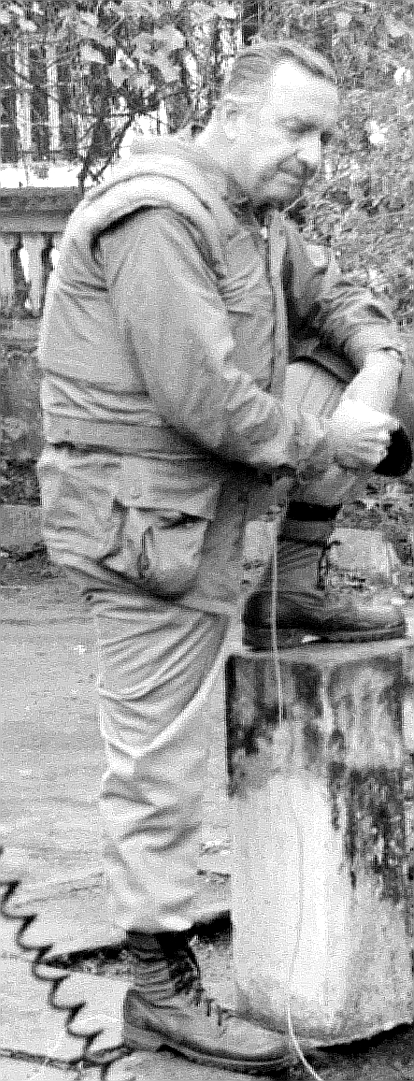
Волтер Кронкайт у В'єтнамі під час військових подій. 1968 рік

### Війна у В'єтнамі
У 1968 році, під час «Новорічного наступу» Волтер Кронкайт, якого вже знала вся країна, відправився до В'єтнаму, де зробив кілька репортажів. Це була багатогодинна унікальна хроніка військових подій. На в'єтнамську війну він відправився її прихильником, а повернувся переконаним противником. По поверненні Кронкайт висловив свою точку зору в ефірі, у вигляді аргументованої критики В'єтнамської кампанії.
Виступи Кронкайта користувалися такою довірою і авторитетом у американців, що президент Ліндон Джонсон, за свідченнями очевидців, сказав: «Якщо я втратив Кронкайта, то втратив й усю середню Америку»
Деякі американці вважають, що саме Волтер Кронкайт зупинив війну, особисто побувавши там, і висловивши свою особисту думку в ефірі. «В'єтнамська кампанія зайшла в глухий кут» — сказав тоді Кронкайт, і незабаром війська були виведені з країни.

### Інші історичні події
У 1969 р, розповідаючи про Аполлон-11 і Аполлон-13 (космічні кораблі, які були відправлені на Місяць) Кронкайт отримав найкращі рейтинги, зробивши CBS найбажанішим для перегляду. Провівши корабель фразою: «Давай, малюк, давай!» 20 липня, Кронкайт залишався в ефірі 27 годин, поки астронавти Армстронг і Олдрін не закінчили свою місію на поверхні Місяця.
Кронкайт зібрав багато широких звітів для ефіру стосовно розслідування Вотергейтського скандалу.
Він також висвітлив перший візит гурту «Бітлз» у США в 1963 році, з додатком у вигляді 4-хвилинної історії про гурт.
Крім того, саме він розповів глядачам про вбивства музиканта Джона Ленона та лідера руху за громадянські права афроамериканців Мартіна Лютера Кінга.

## Інша діяльність

### Політичний активізм
У 1998 році Кронкайт підтримав президента Білла Клінтона під час його імпічменту. У 2005 та 2006 роках Волтер вів невелику колонку в американському інтернет-виданні «Hafflington post», де агітував за боротьбу з глобальним потеплінням, висловлював свою думку з приводу дій держави та інше.
Кронкайт підтримував некомерційну організацію «Heifer International», яка намагається зупинити голод та бідність на планеті.
Ще він неодноразово засуджував президента Джорджа Буша за вторгнення американських військ в Ірак.
Кронкайт виступав проти багаторічної державної кампанії «Боротьба з наркотиками» (англ. War on Drugs), яка мала неефективні наслідки, та підтримував «Альянс з наркополітики» (англ. Drug Policy Alliance). У 2006 він написав звернення, у якому заявив: "Сьогодні наша нація веде дві війни: одну за кордоном, іншу в себе вдома. У той час як війна в Іраку в заголовках, інша війна відбувається на наших власних вулицях. Її жертвами є життя наших власних невинних громадян. Я кажу про «війну з наркотиками».
Між іншим, Кронкайт був членом «Міжрелігійного альянсу» (англ. The Interfaith Alliance).

### Участь у телевізійних та кінопроєктах
Наприкінці 1980-х і знову в 1990-х роках Кронкайт зіграв самого себе у комедійному серіалі «Мерфі Браун». У 1991 році він взяв участь у документальному фільмі «Динозавр» на каналі A&E. Волтер провів телевізійний ефір з грандіозного концерту на честь п'ятдесятерічної річниці визволення Європи у Другу Світову війну (англ. World Liberty Concert). Концерт відбувся у Нідерландах у 1995 році, це була найбільша меморіальна подія в історії країни. Між музичними виступами Волтер розповідав історичну хроніку визволення Європейських земель під відповідний відеоряд.
Крім того, Кронкайт з'явився у драматичному документальному фільмі «Американський правлячий клас» (англ. «The American Ruling Class») у 2005 році. Волтер брав учать в озвучуванні декількох мультфільмів. У 1993 р. Кронкайт озвучив доброго професора у мультфільмі «Ми повернулися! Історія динозавра». Ще, він став голосом Бенджаміна Франкліна у мультсеріалі «Діти свободи» 2002 року.

## Особисте життя

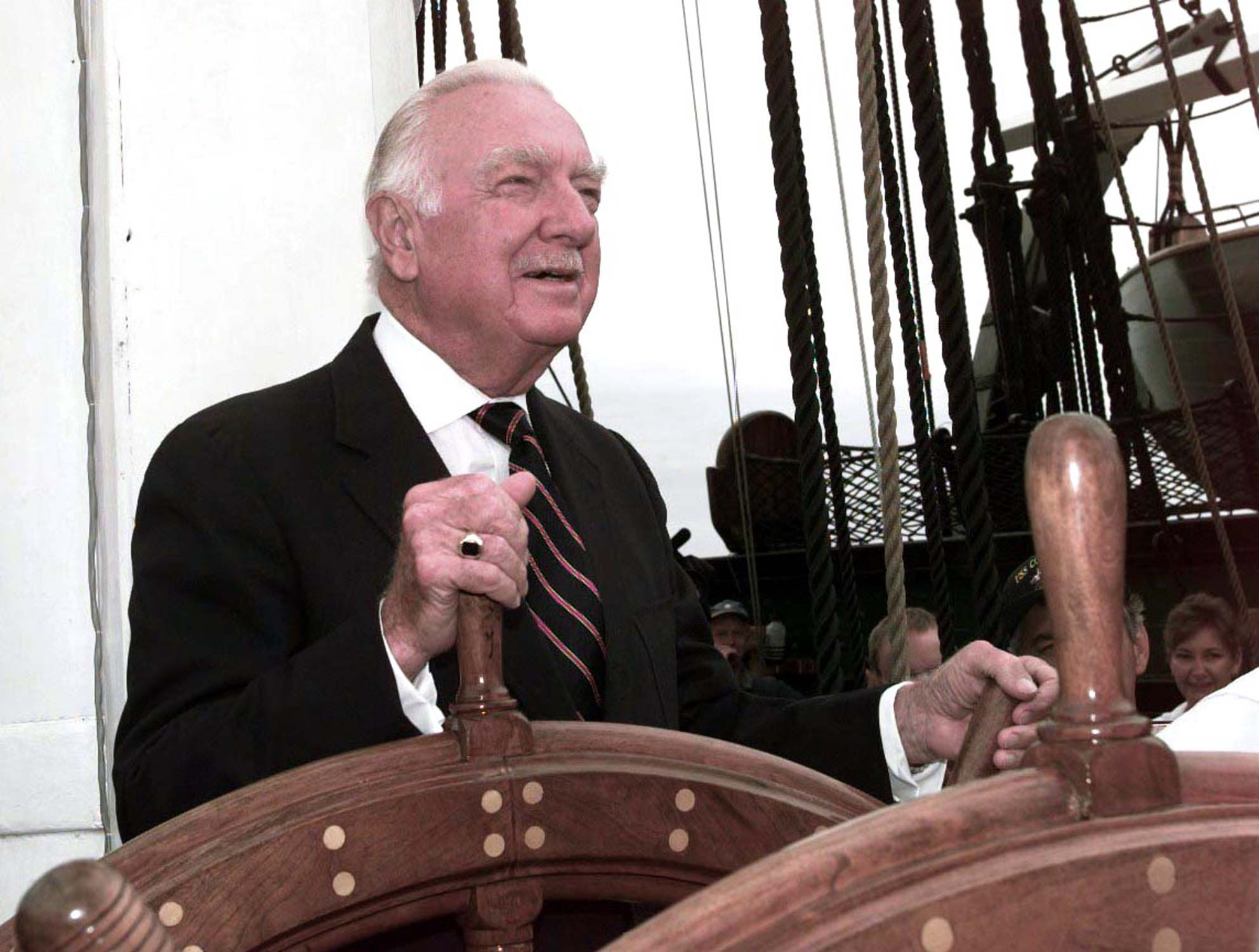
Волтер на борту найстарішого американського фрегату «USS Constitution». 1997 рік

Кронкайт був одружений протягом майже шістдесяти п'яти років з Мері Елізабет Максвелл, відомою на прізвисько «Бетсі». Вони одружилися 30 березня 1940 року та були разом, доки Мері Елізабет не померла від раку в 2005 році.
У них народилося троє дітей: Ненсі Кронкайт, Кеті Кронкайт та Волтер Ліланд (Чіп) Кронкайт III (який одружений з актрисою Деборою Раш); і четверо хлопчиків онуків: Уїлл Ікард, Джон Ікард, Пітер Кронкайт, і Волтер Кронкайт IV. Пітер Кронкайт відвідував Колбі Колледж (англ. Colby College) у штаті Мен. Хлопець наклав на себе руки у 2015 році за місяць до випуску.
Волтер IV закінчив Гамільтон колледж (англ. Hamilton College) 2011 року, у даний момент працює на CBS.
Наприкінці 2005, після смерті дружини, Кронкайт почав зустрічатися з оперною співачкою Джоаною Сімон.
У 1950-х роках Волтер став початківцем в автоспорті, він навіть брав участь у гонці «12 годин Себрінга» у штаті Флорида.
До речі, Волтер був досвідченим моряком та часто насолоджувався плаванням у прибережних водах Сполучених Штатів на своїй 48-футовій яхті.
Кронкайту дуже подобалася настільна гра «Дипломатія», яка також була улюбленою грою Джона Кеннеді.

### Смерть
У червні 2009 року стало відомо, що Волтер Кронкайт невиліковно хворий. Він помер 17 липня 2009-го у своєму будинку в Нью-Йорку у віці 92 років.
Вважається, що він помер від цереброваскулярної хвороби. Похорон відбувся 23 липня 2009 року в церкві Святого Варфоломія в центрі Манхеттена в Нью-Йорку. Кронкайт був кремований і його останки поховали поруч із дружиною Бетсі в сімейному склепі на кладовищі «Маунт Моріа» (англ. Mount Moriah Cemetery) в Канзас-Сіті.
Президент США Барак Обама заявив, що країна втратила доброго друга й нагадав про безмежну довіру людей до Кронкайта, якого багато хто сприймав як члена сім'ї. Обама зазначив, що Кронкайт був голосом впевненості у світі невизначеності.

## Спадщина

### Факультет журналістики імені Волтера Кронкайта в Аризонському університеті

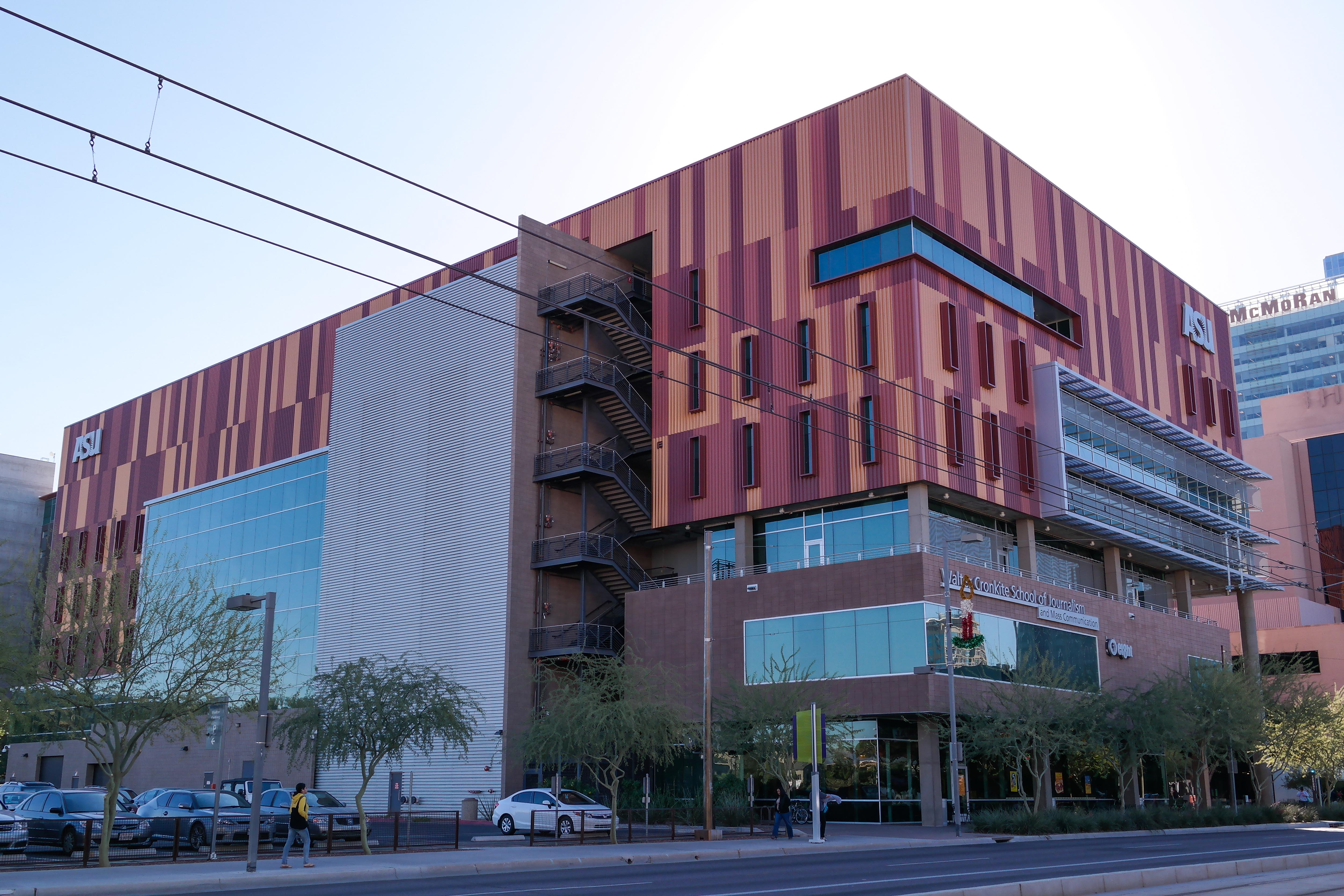
Будівля факультету журналістики імені Волтера Кронкайта

Через кілька років після своєї відставки, Кронкайт отримав дзвінок від Тома Чонсі, власника KTSP-TV, філіалу CBS у місті Фінікс. Той спитав у Волтера, чи згоден він, якщо факультет журналістики Аризонського університету назвуть його іменем. Кронтайт
відразу погодився. Факультет не просто отримав ім'я журналіста (англ. Walter Cronkite School of Journalism and Mass Communication), Кронкайт знаходив час, щоб поспілкуватися зі студентами. Щорічно Кронкайт приїзджав до університету на проведення церемонії вручення премії Волтера Кронкайта (англ. Walter Cronkite Award) за видатні досягнення в галузі журналістики.
Сьогодні факультет має приблизно 1200 спеціальностей, та вважається однією з найкращих шкіл журналістики в США. Він розташований в окремій споруді у центрі міста Фінікс та оснащений новітніми цифровими студіями новин та комп'ютерними лабораторіями.

### Нагороди та почесні звання
- 1968 р. Школа Журналістики «EW Scripps» в Університеті Огайо проголосувала за Кронкайта, після чого він отримав нагороду Carr Van Anda Award «за величезний внесок у журналістику».
- 1970 р. Волтер Кронкайт удостоївся престижної журналістської премії Джорджа Полка «Свобода преси» (англ. Freedom of the Press)[15].
- 1972 р. На знак визнання його кар'єри, Студентське товариство дебатів Принстонського університету в Нью-Джерсі (англ. Princeton University's American Whig-Cliosophic Society) нагородило Кронкайта премією Джеймса Медісона за видатну державну службу.
- 1981 р. Джиммі Картер удостоїв Волтера Президентською медаллю Свободи[22].
- 1985 р. Кронкайт отримав премію від «Академії телевізійних мистецтв».
- 1989 р. Волтер був нагороджений премією Чотири свободи (англ. The Four Freedom Award) за свободу слова.
- 1999 р. Журналіст отримав національну нагороду «Корона» (англ. Corona Award) від Ротарі-клубу (англ. Rotary National Award for Space Achievement) за освітлення космічних досягнень[41].
- 2006 р. Кронкайт став першим з не-космонавтів, хто отримав премію «Посла Досліджень НАСА» (англ. NASA's Ambassador of Exploration Award)[42].
- Серед численних нагород Кронкайта налічується чотири премії «Пібоді» (англ. Peabody awards) за видатні досягнення у радіомовленні[43].

### Автобіографічна книга
У 1997 році вийшла у світ автобіографична книга Кронкайта : «Життя репортера» (англ. A Reporter's Life), яка незабаром стала бестселером. На сторінках автобіографії Волтер згадує своє професійне життя та значущі події. Редактором книги став Ешбел Грин.

## Виноски
1. ↑  Deutsche Nationalbibliothek Record #114116024 // Gemeinsame Normdatei — 2012—2016.
2. ↑  Find a Grave — 1996.
3. ↑  Bibliothèque nationale de France BNF: платформа відкритих даних — 2011.
4. ↑  NNDB — 2002.
5. 1 2  Pas L. v. Genealogics — 2003.
6. ↑  У США помер легендарний тележурналіст Волтер Кронкайт. Архів оригіналу за 28 липня 2009. Процитовано 18 липня 2009.
7. ↑  The death of Walter Cronkite. Архів оригіналу за 26 січня 2016. Процитовано 30 грудня 2015.
8. 1 2  News icon Walter Cronkite dies at 92. Архів оригіналу за 23 грудня 2015. Процитовано 19 грудня 2015.
9. ↑  Bilyea, Belyea, Bulyea. Архів оригіналу за 9 січня 2016. Процитовано 19 грудня 2015.
10. ↑  DeMolay. Архів оригіналу за 26 січня 2016. Процитовано 30 грудня 2015.
11. ↑  Walter Cronkite Dies. Архів оригіналу за 15 січня 2016. Процитовано 19 грудня 2015.
12. ↑  Walter Cronkite Remembers. Архів оригіналу за 4 березня 2016. Процитовано 19 грудня 2015.
13. ↑  Walter Cronkite, the most trusted  man in american journalism. Архів оригіналу за 22 грудня 2015. Процитовано 19 грудня 2015.
14. ↑  Amid Blizzard, Cronkite Helped Make Sports History. Архів оригіналу за 17 квітня 2014. Процитовано 19 грудня 2015.
15. 1 2  Former CBS News Anchor Walter Cronkite Dies. Архів оригіналу за 26 липня 2009. Процитовано 19 грудня 2015.
16. 1 2 3  Умер Волтер Кронкайт. Архів оригіналу за 22 грудня 2015. Процитовано 19 грудня 2015.
17. ↑  Убийство в прямом эфире. 50 лет назад на глазах всей Америки погиб президент Джон Кеннеди. Архів оригіналу за 22 грудня 2015. Процитовано 19 грудня 2015.
18. ↑  Сериал «Даллас» Как убийство Кеннеди изменило телевидение. Архів оригіналу за 22 грудня 2015. Процитовано 19 грудня 2015.
19. ↑  Освещение войны во Вьетнаме в американских Сми. Архів оригіналу за 22 грудня 2015. Процитовано 19 грудня 2015.
20. ↑  Умер известный телеведущий США Волтер Кронкайт. Архів оригіналу за 31 січня 2016. Процитовано 19 грудня 2015.
21. ↑  Скончался гуру американского телевидения Волтер Кронкайт. Архів оригіналу за 22 грудня 2015. Процитовано 19 грудня 2015.
22. 1 2  News icon Walter Cronkite dies. Архів оригіналу за 23 грудня 2015. Процитовано 19 грудня 2015.
23. ↑  Walter Cronkite Calls it right. Архів оригіналу за 4 березня 2016. Процитовано 30 грудня 2015.
24. ↑  Walter Cronkite. Архів оригіналу за 22 грудня 2015. Процитовано 19 грудня 2015.
25. ↑  Why I Support DPA, and So Should You
26. ↑  The “Other” Walter Cronkite: a Photo Retrospective. Архів оригіналу за 5 березня 2016. Процитовано 30 грудня 2015.
27. ↑  Dinosaur! The Tale of a Feather (Part 1). Архів оригіналу за 20 квітня 2022. Процитовано 19 грудня 2015.
28. ↑  World Liberty Concert (full). Архів оригіналу за 4 квітня 2016. Процитовано 19 грудня 2015.
29. ↑  Liberty's Kids: Est. 1776. Архів оригіналу за 24 березня 2015. Процитовано 30 грудня 2015.
30. ↑  Legendary TV news anchor Walter Cronkite dies. Архів оригіналу за 23 липня 2009. Процитовано 19 грудня 2015.
31. ↑  Tragic Death: The Lovesick Tale Behind Suicide Of Walter Cronkite's Grandson — He Was Distraught Over High School Romance. Архів оригіналу за 22 грудня 2015. Процитовано 19 грудня 2015.
32. ↑  Walter Cronkite, the Racecar Driver. Архів оригіналу за 21 березня 2015. Процитовано 19 грудня 2015.
33. ↑  - the board game. Архів оригіналу за 22 грудня 2015. Процитовано 19 грудня 2015.
34. ↑  У США помер легендарний тележурналіст Волтер Кронкайт. Архів оригіналу за 22 грудня 2015. Процитовано 19 грудня 2015.
35. ↑  The most trusted man in America’ dies at 92. Архів оригіналу за 22 грудня 2015. Процитовано 19 грудня 2015.
36. ↑  Loved ones, colleagues honor Walter Cronkite. Архів оригіналу за 4 грудня 2014. Процитовано 19 грудня 2015.
37. ↑  Walter Leland Cronkite, Jr. Архів оригіналу за 22 грудня 2015. Процитовано 19 грудня 2015.
38. ↑  Walter Cronkite and ASU. Архів оригіналу за 21 вересня 2015. Процитовано 19 грудня 2015.
39. ↑  Biography of Walter Cronkite. Архів оригіналу за 22 грудня 2015. Процитовано 19 грудня 2015.
40. ↑  CRONKITE SCHOOL AT ARIZONA STATE UNIVERSITY. Архів оригіналу за 9 грудня 2015. Процитовано 30 грудня 2015.
41. ↑  1999 CORONA AWARD RECIPIENT. Архів оригіналу за 26 серпня 2011. Процитовано 19 грудня 2015.
42. ↑  Cronkite honored by NASA for space coverage. Архів оригіналу за 23 грудня 2015. Процитовано 19 грудня 2015.
43. ↑  Statement from CBS on the death of Walter Cronkite. Архів оригіналу за 30 січня 2016. Процитовано 30 грудня 2015.
44. ↑  A Reporter's Life. Архів оригіналу за 22 грудня 2015. Процитовано 19 грудня 2015.
45. ↑  Ashbel Green (editor). Архів оригіналу за 28 січня 2016. Процитовано 2 січня 2016.